# Јадни Пјеро
Јадни Пјеро (франц. Pauvre Pierrot) је француски кратки анимирани филм који је режирао Шарл-Емил Рејно 1891. године и објављен 1892. Састоји се од 500 појединачно насликаних слика и првобитно је трајао око 15 минута.
Један је од првих анимираних филмова икада снимљених, а уз Un bon bock (режиран 1888. од којих је само неколико слика сачувано у француској кинотеци) и Le Clown et ses chiens изложен је 28. октобра 1892. када је Шарл-Емил Рејно отворио своју Théâtre Optique у музеју Гревин. Верује се да је Јадни Пјеро прва позната употреба филмских перфорација. Комбинована изведба сва три филма била је позната као Pantomimes Lumineuses. Ово су биле прве анимиране слике које су јавно изложене помоћу трака за слике. Рејно је сам дао целу презентацију манипулишући сликама.

## Синопсис
Једне ноћи, Харлеквин наилази на своју вољену Колумбину у дворишту. Убрзо, међутим, Пјеро куца на врата и пар се крије. Пјеро почиње да изводи серенаду за Колумбину, али Арлекин стално прекида. Он боцка Пјероа штапом и краде му флашу, држећи се увек ван видокруга. На крају се Пјеро уплаши невидљивог шаљивџије и одлази, дозвољавајући Харлекину да уђе у Колумбинину кућу док се кратки филм завршава.